# جمعية الحاسبات السعودية
جمعية الحاسبات السعودية هي أول جمعية علمية وطنية غير ربحية تعنى بالنشاطات والبحوث المتعلقة بالتقدم العلمي والثقافي في علوم الحاسب وتقنية المعلومات، أنشئت عام 1408 هـ كما تهتم بإقامة المؤتمرات والندوات والمعارض المتخصصة في حقول الحاسب المختلفة سعياً منها إلى جذب المختصين في تقنية المعلومات للعمل معها في خدمة المملكة.

## الأهداف
- تنمية الفكر العلمي للحاسب وتطويره بما يخدم الوطن.
- تحقيق التواصل العلمي بين أعضاء الجمعية لما فيه مصلحة الجميع.
- إتاحة الفرصة للعاملين في مجال المعلومات للإسهام في حركة التقدم العلمي.
- تسهيل تبادل الإنتاج العلمي والفكري.
- عمل الدراسات البحوث اللازمة وتقديم المشورة لرفع المستوى في أداء المؤسسات والهيئات المختلفة.
- تبني متابعة وتنفيذ توصيات المؤتمرات الوطنية للحاسب الآلي.
- زيادة الأنشطة والخدمات المختلفة للجمعية والتوسع بها في مناطق المملكة.
- زيادة تعاون الجمعية مع القطاعات ذات العلاقة بالحاسب الآلي داخل وخارج المملكة لدفع التقدم العلمي للمعلوماتية.[2]

## برامجها
- برامج التوعية والتثقيف العلمي في مجال المعلومات والحاسب.
- برامج التشجيع للبحث العلمي والنشر ودعم ذلك.
- برامج إقامة مؤتمرات الحاسب الوطنية الدورية.
- برامج إقامة الندوات والمحاضرات العلمية المتخصصة.
- تنظيم الرحلات والمسابقات العلمية في مجالات التخصص.
- المشاركة في المعارض المحلية والعالمية.
- المساهمة في التقدم العلمي في مجال الحاسب.
- التعاون مع الجمعيات والمنظمات العالمية.
- تقديم الاستشارات المهنية لعدد من القطاعات الحكومية والأهلية.
- عقد اجتماع سنوي لمديري إدارات تقنية المعلومات في جميع المؤسسات والقطاعات الحكومية.

## الإنجازات
- اعداد الخطة الوطنية لتقنية المعلومات.
- تمثيل الجهات العلمية للحاسب الالي بالمملكة من خلال برنامج التعاون الدولي مع كل من اليابان وكندا وتايوان.
- اقامة 20 مؤتمرا وطنياً للحاسب الالي. وذلك خلال الفترة من 1394هـ وحتى 1436هـ.
- تقديم الخدمات العلمية الأكاديمية لاكثر من 29 مؤسسة تعليمية وتدريبية في القطاعين الخاص والعام.
- تقديم الخدمات الاستشارية لاكثر من 19 جهة حكومية وواهلية في مجال الحاسب والمعلومات.
- اقامة 37 ندوة علمية متخصصة في عدة مجالات كالتجارة الإلكترونية وشبكات المعلومات وقواعد البيانات وغيرها.
- اقامة أكثر من 6 ورش عمل متخصصة.
- اقامة مايزيد على 152 محاضرة علمية في شتى مجالات تخصص الجمعية.
- تنفيذ مايزيد على 96 دورة تدريبية. في مختلف علوم الحاسب وتقنية المعلومات.
- اقامة مايزيد على 19 فعالية إعلامية لتوعية المجتمع وتثقيف وإبراز الجمعية ودورها في ذلك.
- تنظيم عدد من الحفلات والرحلات العلمية والاجتماعية.
- افتتاح الفرع النسائي للجمعية عام 1434 هـ (2013م).

## الفرع النسائي
تم تأسيس الفرع النسائي في صفر من عام 1434 هـ  والذي يسعى إلى إقامة العديد من المحاضرات الشهرية و ورش العمل في المجالات التقنية المختلفة لتعزيز مشاركة المرأة السعودية والإسهام في حركة التقدم العلمي والمعرفي بالمملكة.
منذ تدشين الفرع النسائي تم إطلاق عدد من المبادرات، منها:
- مبادرة سفيرات التقنية، تهتم هذه المبادرة ببناء قيادات تطوعية من الفتيات السعوديات المهتمات بالتقنية يسهمن في أعمال الفرع النسائي ونشر الثقافة الحاسوبية.
- مبادرة حكاية تك، وهو حدث تقني سنوي عبارة عن أمسية تقنية يروي قصص نجاح ويعرض إنجازات فتيات سعوديات بدأن بحُلم و انتهين بقصة نجاح في عالم التقنية.
- مبادرة المدرسة الصيفية لتعليم الفتيات البرمجة، هي أول مبادرة من نوعها على مستوى المملكة بدأت صيف عام 1434 هـ وتستهدف الفتيات من سن 15 وحتى 18 سنة، و يتميز برنامج المدرسة بالمتعة والتحدي حيث ينمي لدى الفتيات مهارات التفكير الحاسوبي والبرمجة. كما يتخلل برنامج المدرسة الصيفية العديد من الأنشطة الثقافية والاجتماعية والتي تصقل مهارات الفتيات العلمية والعملية وتساعدهن في تحديد توجههن الجامعي «*».

## مواقع ذات صلة
- اللقاء السنوي لمديرين تقنية المعلومات في القطاعات الحكومية
- جمعية الحاسبات السعودية
- المدرسة الصيفية للبرمجة
- ورقة علمية تعرض تجرية المدرسة الصيفية الأولى للبرمجة